# ベル前駅
ベル前駅（ベルまええき）は、福井県福井市花堂南一丁目にある福井鉄道福武線の駅。駅番号はF16。
駅名に含まれている「ベル」とは、駅前に立地しているショッピングセンター「ショッピングシティベル」を表す。

## 歴史
- 1989年（平成元年）10月1日：花堂南駅（はなんどうみなみえき）として新設開業[1][2][3][4]。
- 1993年（平成5年）4月15日：ベル前駅に改称[1][3][5]。
- 2010年（平成22年）3月25日：ダイヤ改正により急行停車駅となる（以前より日中の一部の急行が臨時停車していた。なお、2016年から開始したえちぜん鉄道三国芦原線への直通運転でも停車）。

## 駅構造
1面1線ホームにプレハブの上屋と窓口が付随した地上駅。開業時は無人駅として運用を開始したが、現在は日中の一部の時間帯（10時から15時）に係員が配置されている。
ショッピングシティベル内にパークアンドライド用の駐車場が50台分設置されているが、駐車場は福井鉄道の定期券または回数券を提示の上ベルお買い物券3,000円分の購入者に限定されている（駐車可能な時間に制限あり）。

## 利用状況
- ベル前駅の利用状況の変遷を下表に示す。
  - 輸送実績（乗車人員）の単位は人であり、年度での総計値を示す。年度間の比較に適したデータである。
  - 乗降人員調査結果は任意の1日における値（単位：人）である。調査日の天候・行事等の要因によって変動が大きいので年度間の比較には注意を要する。
  - 表中、最高値を赤色で、最高値を記録した年度以降の最低値を青色で、最高値を記録した年度以前の最低値を緑色で表記している。

| 年 度              | 当駅分輸送実績（乗車人員）：人／年度 | 当駅分輸送実績（乗車人員）：人／年度 | 当駅分輸送実績（乗車人員）：人／年度 | 当駅分輸送実績（乗車人員）：人／年度 | 乗降人員調査結果 人／日 | 乗降人員調査結果 人／日 | 特 記 事 項 |
| ------------------ | ------------------------------------ | ------------------------------------ | ------------------------------------ | ------------------------------------ | ----------------------- | ----------------------- | ----------- |
| 年 度              | 通勤定期                             | 通学定期                             | 定期外                               | 合 計                                | 調査日                  | 調査結果                | 特 記 事 項 |
| 2004年（平成16年） | 6,960                                | 4,920                                | 52,086                               | 63,966                               |                         |                         |             |
| 2005年（平成17年） |                                      |                                      |                                      |                                      |                         |                         |             |
| 2006年（平成18年） |                                      |                                      |                                      |                                      |                         |                         |             |
| 2007年（平成19年） | 7,440                                | 3,900                                | 40,971                               | 52,311                               |                         |                         |             |
| 2008年（平成20年） |                                      |                                      |                                      |                                      |                         |                         |             |
| 2009年（平成21年） |                                      |                                      |                                      |                                      |                         |                         |             |

## 駅周辺

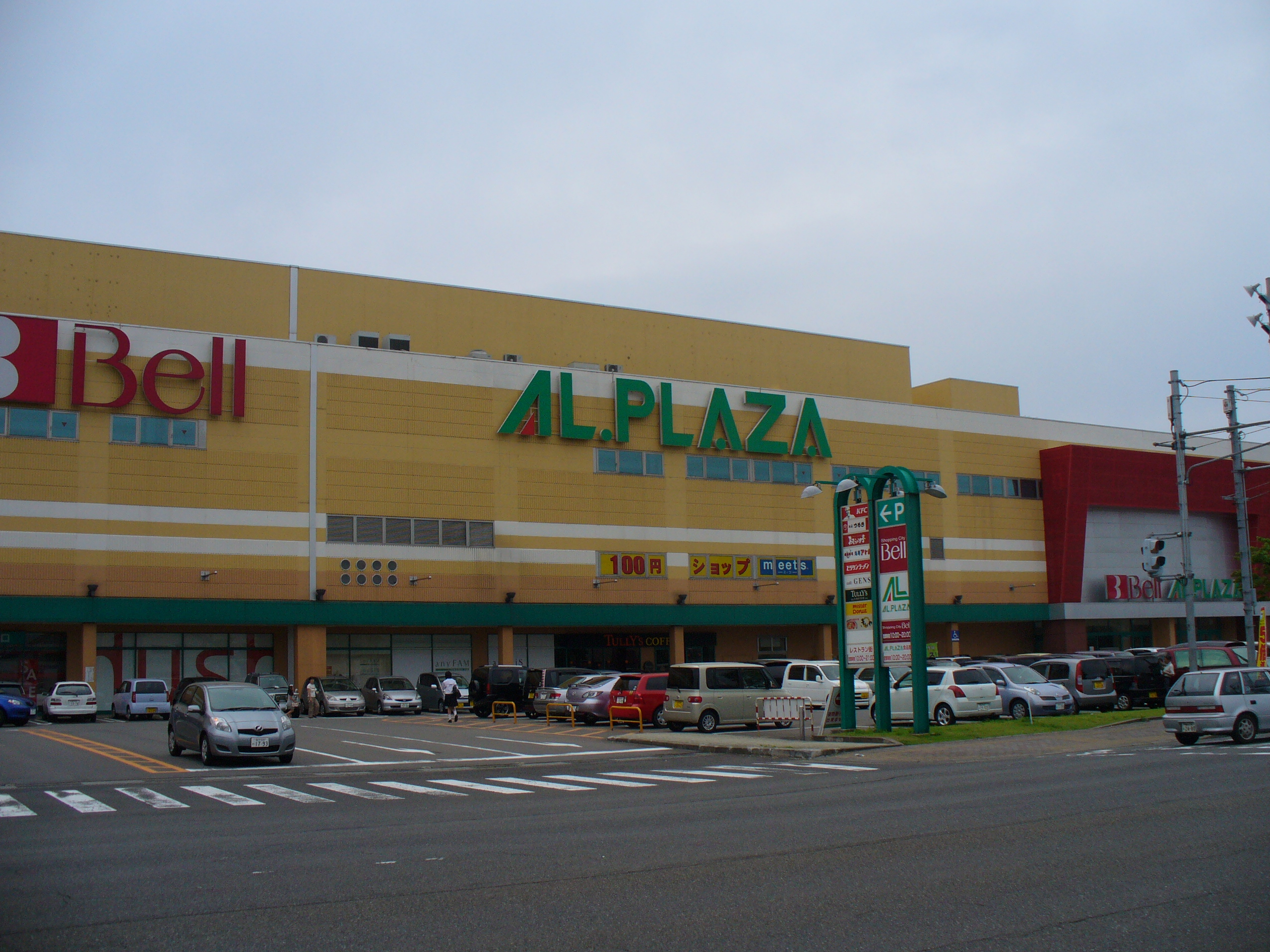
ショッピングシティベル

- ショッピングシティベル（キーテナント:平和堂） - 当駅の開業理由として、ベルでの買物客の利便性を図るためである[4]。
  - 福井市南サービスセンター（ショッピングシティベル内）
- 花堂交差点 - 福井県道182号三尾野別所線（東環状線〜西環状線）・福井県道229号福井鯖江線（フェニックス通り）
- 国土交通省近畿地方整備局 福井河川国道事務所
- サカイオーベックス本社
- 福井県警察 福井南警察署

## 隣の駅
福井鉄道
■福武線
■臨時急行
通過
■急行・■区間急行
浅水駅 (F12) - ベル前駅 (F16) - 赤十字前駅 (F18)
■普通
江端駅 (F15) - ベル前駅 (F16) - 花堂駅 (F17)